# René Schick Gutiérrez
René Schick Gutiérrez  (ur. 23 listopada 1909 w León, zm. 3 sierpnia 1966 w Managui) – nikaraguański prawnik i polityk. Minister oświaty (1956–1961), minister spraw zagranicznych (1961–1962) i prezydent kraju (od 1 maja 1963 do śmierci). Faktyczną władzę podczas jego prezydentury dzierżyła rodzina Somozów (bracia Luis i Anastasio).